# Edvard Grieg
Edvard Hagerup Grieg (Bergen, 15. lipnja 1843. – Bergen, 4. rujna 1907.), norveški skladatelj, pijanist i dirigent.
Bio je dirigent filharmonijskog društva u Oslu, gdje je 1871. utemeljio i vodio Musikforningen. Na elementima norveškog folklora izgradio je vlastiti, nacionalno-romantički glazbeni izraz. Posebno je važan njegov doprinos razvoju postromaničke europske harmonije. Kao izraziti lirik svoja najbolja djela ostvario je u malim formama - klavirskoj minijaturi i solo-pjesmi.